# إريك كريستيان أولسن
إريك كريستيان أولسن (بالإنجليزية: Eric Christian Olsen) ممثل أمريكي ، وُلد في 31 مايو 1977 في يوجين بأوريغون.

## روابط خارجية
- إريك كريستيان أولسن على موقع IMDb (الإنجليزية)
- إريك كريستيان أولسن على موقع ألو سيني (الفرنسية)
- إريك كريستيان أولسن على موقع ميوزك برينز (الإنجليزية)
- إريك كريستيان أولسن على موقع تيرنر كلاسيك موفيز (الإنجليزية)
- إريك كريستيان أولسن على موقع أول موفي (الإنجليزية)
- إريك كريستيان أولسن على موقع قاعدة بيانات الأفلام السويدية (السويدية)
- إريك كريستيان أولسن على موقع إن إن دي بي (الإنجليزية)
- إريك كريستيان أولسن على موقع قاعدة بيانات الفيلم (الإنجليزية)
- إريك كريستيان أولسن على موقع كينوبويسك (الروسية)